# Crookhaven
Crookhaven (en irlandais : An Cruachán) est un village du comté de Cork, en Irlande, à l'extrémité sud-ouest de l'île d'Irlande. Avec une population d'une soixantaine d'habitants hors saison, elle grossit en été jusqu'à environ quatre cents habitants, lorsque les occupants des maisons de vacances saisonnières arrivent.

## Histoire
Le nom du village est attribué à une association avec la famille Crooke, plus particulièrement avec Sir Thomas Crooke (en), 1er baronnet, qui fonda également Baltimore dans le comté de Cork, vers 1610. La famille Crooke reçut de grandes propriétés dans l'ouest de Cork au début du XVIIe siècle, mais leur association avec la région prit fin vers 1665, à la mort du fils et héritier de Sir Thomas, Sir Samuel. À la fin du XVIe siècle et au début du XVIIe siècle, le village est utilisé comme base pour la piraterie - dans laquelle non seulement les juges locaux (y compris le vice-amiral du Munster) mais aussi la population en général étaient impliqués. Ces activités n'ont pas été affectées par le découragement officiel sous les rois Jacques VI et Ier. Cependant, l'attaque néerlandaise sur Crookhaven en 1614 a causé des dégâts importants et la piraterie anglaise dans la région a décliné par la suite.
Le village était un port d'escale important pour la navigation entre l'Europe et les États-Unis, et de nombreux habitants s'occupaient d'approvisionner les navires quand ceux-ci s'abritaient à Crookhaven après ou avant un long voyage. En 1959, Crookhaven fait l'objet d'un film du cinéaste anglais James Clarke dans son film Irish Village. À l'époque, le film rapporte que la population de la ville et des fermes locales est de 69 habitants.
Crookhaven a également été utilisé par Guglielmo Marconi comme lieu d'expérimentation de communication sans fil et de communication navire-terre. Certains de ces tests et expériences ont eu lieu entre le phare du Fastnet, Crookhaven et Clear Island, car ils étaient très étroitement liés. La zone était utile à ces fins car une ligne télégraphique fixe reliait également Crookhaven et Cape Clear Island, situées à huit milles de distance. Marconi a travaillé à Crookhaven de 1901 à 1914, date à laquelle il a vendu les droits. La station a finalement été détruite en 1922.

## Équipements
Le village dispose de trois pubs, d'un magasin et d'un bureau de poste.
Comme pour certaines autres commodités, le Crookhaven Harbour Sailing Club n'ouvre qu'en été.

## Lieux d'intérêt
La route menant au village vient de Goleen et contourne le port. En arrivant à Crookhaven, on passe une route à gauche menant à Rock Island (en). À l'origine, c'était le site d'une station des garde-côtes, qui remplaçait une ancienne station située au sud. La « nouvelle » station a été occupée de 1907 à 1921. Pendant la guerre d'indépendance irlandaise, les forces britanniques y étaient stationnées pour protéger la station et la station de signalisation voisine de Brow Head. En août 1920, l'IRA a attaqué la station de Brow Head, qui a ensuite été détruite,,. Une usine de pêche Également se trouvait sur Rock Island. De là, la plupart des coquillages irlandais étaient exportés vers l’Europe. Les étangs sont restés ouverts jusqu'à la fin des années 1970, avant de devenir une usine de transformation alimentaire emballant du beurre à l'ail et des moules. Le site est depuis tombé à l'abandon.

## Transport et communications
Le village est situé dans le sud-ouest de l'Irlande, à 132 kilomètres de Cork, et à 383 kilomètres de Dublin. L'aéroport le plus proche de Crookhaven est celui de Cork et la route régionale R591 se termine dans le village. Crookhaven n'a pas de transports publics réguliers.

## Personnalités liées à Crookhaven
- Jeremiah Coghlan, capitaine de marine pendant la Révolution française et les guerres napoléoniennes, « un officier presque sans égal dans les exploits héroïques. »[16]